# HVK Vukovar
Hrvatski veslački klub Vukovar, skraćeno HVK Vukovar (HVKV), hrvatski je veslački klub sa sjedištem u Vukovaru, utemeljen 1912. godine.

## Povijest
Osnivačka skupština kluba održana je 11. svibnja 1912. u igračnici kavane hotela „Grand”, a utemeljen je pod imenom VK „Vukovar”. Među osnivačima bili su upravitelj Prve hrvatske štedionice Antun Manč, veletrgovac   
Manfred Wachsler i dvadesetak sugrađana. Nakon Prvoga svjetskoga rata, zbog manjka novčanih srestava, klub se pripojio mjesnomu Hrvatskom sokolu kao njegov Veslački odjel, s čime članstvo nije bilo zadovoljno. Na konstituirajućoj skupštini 1. srpnja 1922. ponovno je osnovan VK „Vukovar”.
Za velikosrpske okupacije Vukovara poginula su ili ubijena 32 njegova člana, a Veslački dom je srušen.

## Vanjske poveznice
- Službene stranice